# Cartografia genètica

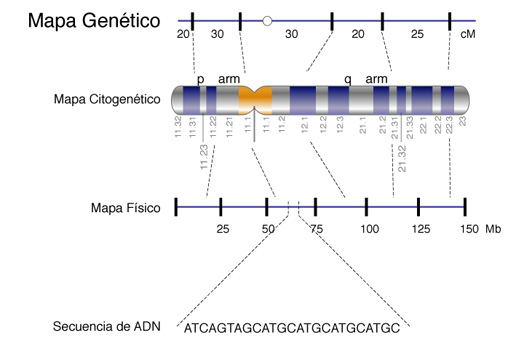
Mapa genètic i físic (NIH)

La cartografia genètica és el procés d'establir les ubicacions dels gens en els cromosomes. Existeixen dues variants fonamentals de mapes: els genètics, definits mitjançant unitats de freqüència de recombinació, i els físics en els que les distàncies entre loci s'expressen en unitats de distància en nucleòtids.
Al 1913, A. H. Sturtevant va construir el primer mapa genètic d'un cromosoma quan treballava amb T. M. Morgan. Junts descobriren que per obtenir una posició relativa dels gens es poden seguir els patrons d'herència. No obstant això, recentment la comunitat científica ha utilitzat tècniques d'ADN recombinant per establir la ubicació física real dels gens en els cromosomes.
La cartografia genètica és molt rellevant per poder predir i estudiar el comportament dels gens en la recombinació genètica de la meiosi. Alhora, conèixer la localització dels marcadors genètics d'un cromosoma permet la prevenció de certs fenòmens com les malalties genètiques hereditàries.

## Història

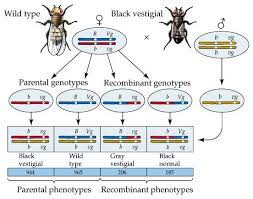
Primer mapa genètic creat per Sturtevant (Antonio Barbadilla)

Els estudis de la genètica clàssica de Gregor Mendel al segle xix van conduir a la formulació de les Lleis de Mendel, que constitueixen el fonament de la genètica. Al 1911 però, dos investigadors, W. Bateson i R. C. Punnet, van trobar una desviació a la transmissió de caràcters independents (3a Llei de Mendel) en estudiar la segregació d'entrecreuament de flors que diferien en dos caràcters. Es va descobrir que aquesta irregularitat era deguda al fet que els caràcters eren lligats als cromosomes a diferència dels que va estudiar Mendel, que es trobaven en cromosomes diferents. Així doncs, la fracció de recombinació pels caràcters independents va deixar de ser 0,50 com havia establert Mendel, va ser reduïda, ja que la probabilitat que es formés un quiasma era petita.
T. M. Morgan, que en aquell moment es trobava estudiant la genètica de Drosophila melanogaster, va observar trets de les mosques (com tenir ulls blancs en lloc de vermells) causats per mutacions en gens individuals i es va adonar que alguns d'aquests infringien la 3a Llei de Mendel (així com Bateson i Punnet). Això li va permetre descriure, juntament amb Sturtevant, la cartografia genètica per primer cop.
Aquesta no es va començar a aplicar als humans fins a la dècada de 1950, perquè era difícil saber quins fenotips eren causats per les mutacions genètiques. Quan es van descriure per primera vegada les RFLP el 1980, es va fer un gran esforç per generar mapes de tots els cromosomes. Els primers mapes d'aquest tipus es van fer a principis dels anys vuitanta, però només cobrien algunes parts dels cromosomes i només tenien uns quants marcadors. A finals dels vuitanta es van fer mapes de cromosomes sencers. A mitjans dels noranta, a mesura que es milloraven les capacitats dels equips de recerca i es perfeccionaven els mètodes estadístics d'anàlisi, es generaven mapes genètics de tot el genoma (és a dir, que cobrien tots els cromosomes). Aquests mapes s'han anat actualitzant i millorant fins avui en dia.

## Mapes genètics
En un principi, els mapes genètics consistien en una representació gràfica de l'ordenació i ubicació dels gens en cada cromosoma. No obstant això, avui dia s'inclouen en aquests mapes no només gens, sinó també altres regions de l'ADN, de manera que per englobar els dos s'utilitza l'expressió de marcador genètic. Com a marcadors genètics per tant s'inclouen tant regions que formen part d'un gen (marcador gènic) com segments no codificants (marcadors no gènics). La gran majoria de marcadors genètics en els mapes actuals són marcadors no gènics. Per tant, el mapa genètic es construeix indirectament a partir de l'herència dels marcadors.

### Fracció de recombinació com a mesura de distància en un mapa genètic
Durant la meiosi té lloc el sobrecreuament, o intercanvi recíproc de fragments d'ADN entre cromosomes homòlegs (recombinació homòloga o meiòtica.) S'ha de destacar que la recombinació genètica mai té lloc entre dos cromosomes diferents. Les conseqüències d'aquest procés són interessants biològicament. Per un costat, que els cromosomes recombinants que apareixen en cada gàmeta ja no són idèntics als originals (matern i patern) i, per altre, que la variació genètica resultant depèn de la posició del sobrecreuament en cada parell de cromosomes.
La característica que defineix la cartografia genètica és l'anàlisi de la fracció o freqüència de recombinació, definida com la probabilitat que els al·lels presents en dos loci diferents se separin o segreguin a conseqüència de la recombinació meiòtica. Dit d'una altra manera, és la freqüència amb què dos al·lels determinats apareixen recombinats en la descendència. Aquesta fracció depèn de la distància entre els dos loci en el cromosoma, cosa que permet emprar-la per establir el mapa. Amb diversos experiments i anàlisi s'obté que a major separació entre els loci en el cromosoma, existeix major probabilitat de recombinació en posicions intermèdies, per tant hi ha major freqüència de recombinació, i hi ha menys probabilitat que s'heretin junts.

### Obtenció
Un cop conegudes les posicions relatives d'un nombre elevat de marcadors genètics, es pot estudiar la freqüència de recombinació respecte a ells de qualsevol nou gen i així situar el locus en el “mapa” definit per aquests. D'aquesta forma, es diu que s'ha “cartografiat” la seva posició en el cromosoma. Un cop localitzat, el nou gen passa a engrossir el conjunt de marcadors que formen el mapa. L'escala en els mapes genètics es mesura en unitats centimòrgan (cM); 1 cM correspon, per definició, a la distància que separa dos loci que experimenten recombinació en l' 1% de les meiosis. A partir de la freqüència de recombinació es dedueixen les distàncies relatives entre diversos loci i es pot establir la seva ordenació en el cromosoma, començant així a precisar el mapa genètic.

### Construcció
Experimental, els mapes genètics requereixen estudis familiars amb arbre genealògics, en els que s'examina, per algun dels marcadors, la combinació d'al·lels que es va heretant. Aquests s'analitzen els diferents individus al llarg de vàries generacions. La presència d'una forma o l'altra al·lèlica es detecta pels procediments, variats, que permeten distingir-les: o bé a través del seu fenotip o mitjançant tècniques moleculars de detecció de seqüències. A partir de la informació de l'herència dels al·lels es calculen les freqüències de recombinació entre aquests.

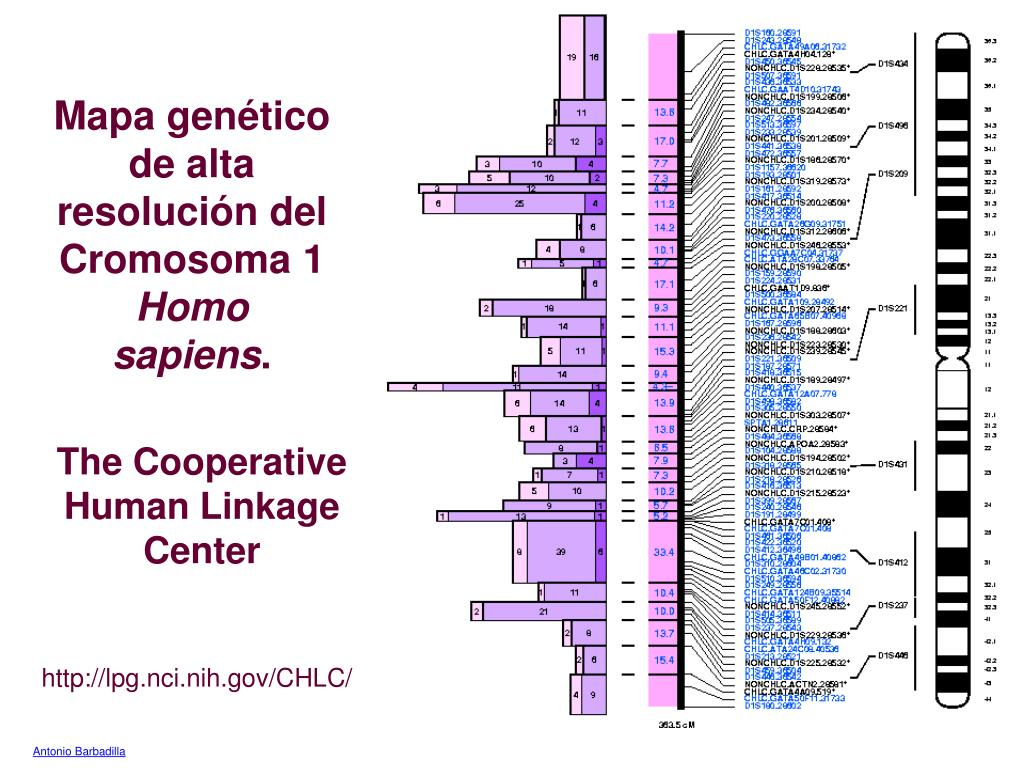
Mapa genètic del cromosoma 1 humà (Antonio Barbadilla)

En contrast amb organismes model experimentals, en els éssers humans és difícil determinar mitjançant estudis familiars les freqüències de recombinació de loci gènic. Això es deu, per un costat, a l'escassetat de casos en els quals es transmet de forma simultània dos al·lels representatius, per exemple, els que causen dues malalties. Per una altra part, la baixa taxa de reproducció de l'ésser humà dificulta el càlcul fiable d'aquesta freqüència. Per superar aquesta limitació, en la pràctica es recorre a marcadors polimòrfics, és a dir, els que presenten en la població un elevat nombre d'al·lels (formes alternatives), amb el qual són molt freqüents els individus heterozigòtics i la recombinació podrà detectar-se en un alt percentatge de la descendència. Els marcadors polimòrfics són en general no gènics sinó simplement seqüències d'ADN detectables en una posició fixa del cromosoma.

## Mapes físics
Els mapes físics mesuren de manera directa distàncies físiques (en parells de bases nitrogenades) entre gens i marcadors d'ADN. Existeixen diferents tècniques que condueixen a diferents variants de mapes i resolucions. Depenent de l'escala o nivell de resolució distingim tres estratègies: baixa resolució, alta resolució i màxima resolució.

### Obtenció de mapes físics a baixa resolució
Aquest nivell cartogràfic es basa a assignar cada marcador genètic a una regió cromosòmica. S'utilitzen diversos plantejaments: normalment el marcador es detecta amb sondes o encebadors de PCR específics per la seva seqüència. En el cas dels gens es pot recórrer a la detecció de la seva proteïna o ARN.

#### Mapa físic per hibridació in situ (FISH) de baixa resolució
Un dels mètodes més utilitzats per la creació de mapes físics fa servir les sondes fluorescents per fer la hibridació in situ. Aquesta es realitza sobre cromosomes metafàsics prèviament desnaturalitzats i el DNA diana (marcador) es manifesta sota el microscopi de fluorescència com a punts lluminosos dobles.

### Obtenció a alta resolució
Aquests mètodes, complementaris als anteriors, permeten assolir una resolució inferior a 1 Mb, inclús fins a arribar a uns pocs nucleòtids, el que ja suposa el nivell molecular de resolució; d'allà que siguin els mètodes de cartografia física més importants. Serveixen d'enllaç entre els mapes físics anteriors i els de seqüenciació o mapes de resolució total a escala d'un nucleòtid.

#### Mapa físic per hibridació in situ (FISH) d'alta resolució
La baixa resolució assequible sobre cromosomes metafàsics pot augmentar-se mitjançant la hibridació sobre cromosomes menys compactats.

#### Mapa físic amb enzims de restricció
Abans que es descobriren les endonucleases de restricció i s'estengués el seu ús en el laboratori d'investigació, es van emprar altres nucleases per seqüenciar ARN, seguint el mateix enfocament utilitzat prèviament per seqüenciar polipèptids, és a dir, la fragmentació de la molècula per punts de característiques conegudes i la reconstrucció del conjunt mitjançant superposició dels fragments. Aquest mètode no va donar els resultats esperats amb ADN, degut a la seva major longitud i, sobretot, a la menor especificitat de les DNasas, per la qual cosa només es va aconseguir seqüenciar alguns oligodesoxiribonucleòtids.

#### Mapa físic de STS i EST
Cada cop amb major freqüència, per la construcció de mapes físics s'utilitzen marcadors no gènics. Dos dels tipus de marcadors més estesos són els STS (sequence-tagged sites) i els EST (expressed sequence tags). En els dos casos es tracta de regions curtes del genoma que s'han pogut seqüenciar i per les que s'han desenvolupat encebadors de PCR, cosa que permet la seva amplificació i consegüent detecció. Els STS són marcadors que serveixen per elaborar mapes físics de tot el genoma, mentre que els EST només serveixen per mapes de la part del genoma de major interès, aplicat als gens responsables de la síntesi de proteïnes.

#### Mapes de contigs
Es denominen així als mapes que s'obtenen mitjançant la superposició de fragment d'ADN. Aquests fragments procedeixen en general a la digestió parcial amb enzims de restricció d'altres fragments majors, cada un dels quals s'ha obtingut al seu torn per fragmentació dels 24 tipus diferents de cromosomes (humans) de la mostra. Per a la deducció de l'ordre o superposició dels diferents fragments es recorre a la comparació de marcadors presents en cada un, que constitueixen generalment mapes de restricció o mapes de STS o EST.

## Importància
La utilitat del mapa genètic s'il·lustra, per exemple, amb la possibilitat de localitzar el gen responsable d'una malaltia hereditària, encara i així sense conèixer la identitat d'aquest gen ni la base molecular de la malaltia. Per això, es busca, entre tots els componen el mapa, un al·lel d'un marcador que estigui present en els individus afectats, però no en els sans, el que indica que el locus d'aquest marcador està lligat al del gen buscat. Per consegüent, el gen ha d'estar molt pròxim a la posició coneguda del marcador en el mapa. Aquesta possibilitat d'ubicació de gens es potencia si s'elabora el mapa amb marcadors disposats al llarg de tot el genoma; s'assegura així, per pur atzar, que sempre existeixi algun marcador suficientment pròxim al gen com per a que els dos estiguin lligats. D'aquesta forma s'ha pogut trobar, per exemple, la localització cromosòmica dels gens responsables de la fibrosi quística, l'anèmia drepanocítica, la malaltia de Tay-Sachs, la síndrome del cromosoma X fràgil i la distròfia miotònica.

## Estudis i possibles aplicacions a l'àmbit sanitari
- En agronomia es fa un gran ús de la variabilitat genètica per augmentar el rendiment dels productes agraris. Tanmateix, aquest procés pot resultar molt lent si no es coneix la localització dels gens que s'han de recombinar. Per a resoldre-ho, es realitzen estudis que busquen generar el mapa genètic d'aquestes espècies (com per exemple la S. pimpinellifolium). D'aquesta manera busquen accelerar el procés de variabilitat.
- La Xarxa Internacional per la Millora del Plàtan, va conduir una recerca per solucionar l'impacte que té el fong Mycosphaerella fijiensis sobre les fulles del plàtan. Es va arribar a la conclusió que la modificació genètica seria una de les millors opcions. Així doncs es va realitzar la cartografia genètica de les espècies de plàtan afectades i es van poder recombinar entre si per crear un híbrid resistent a l'atac del fong.
- Un estudi europeu duu a terme una investigació sobre les causes de l'aparició del càncer de pell. S'ha determinat que una família específica de gens podria ser la causant. S'ha cartografiat la zona per poder localitzar aquests gens i estar més a prop d'un tractament genètic contra aquesta malaltia.